# Aeroppia asymmetrica
Aeroppia asymmetrica är en kvalsterart som beskrevs av Sandór Mahunka 1985. Aeroppia asymmetrica ingår i släktet Aeroppia och familjen Oppiidae. Inga underarter finns listade i Catalogue of Life.